# Campilobàcter
Els campilobacteris (Campylobacter) són un gènere d'eubacteris gramnegatius. Presenten motilitat, amb flagels unipolars o bipolars, tenen aspecte de barra més o menys corbada i són oxidasa-positius.
A Alemanya, cap a 1880 s'identificaren bacteris morfològicament similars en la femta de nens amb diarrea; però fins a 1947 no es va associar la infecció en humans amb els microbis que en aquell temps anomenaven Bacillus difficilis o 'vibrions microaeròfils'. Al 1957, la microbiòloga Elizabeth Osborne King (1912-1966) identificà dos tipus diferents de 'vibrions' relacionats amb malalties entèriques. El gènere Campylobacter fou creat l'any 1963.
Dins del gènere Campylobacter hi ha vint-i-vuit espècies, nou subespècies i, com a mínim, una dotzena d'espècies d'aquest gènere estan associades a malalties humanes, especialment C. jejuni i C. coli. Amb menys freqüència, C. lari i C. upsaliensis són causa d'enteritis greus en humans. C. hyointestinalis i C. troglodytis també originen patologies intestinals endèmiques en nens de zones poc desenvolupades. C. fetus provoca avortaments espontanis en vaques i ovelles (subespècie C. fetus fetus) i algunes de les seves soques són també patogens oportunistes en humans. Una altra subespècie d'aquest bacteri, C. fetus venerealis, és la causa de la campilobacteriosi genital bovina i no s'ha demostrat que sigui un patogen humà. Aquest microorganisme, però, origina importants perjudicis per a la indústria ramadera, ja que és una MTS bovina que altera greument la capacitat reproductora del bestiar i no té una detecció precoç fàcil. Una altra subespècie provinent dels rèptils, ara per ara anomenada C. fetus testudinum, ha estat identificada com a agent causal de bacterièmia i/o diarrees en persones que tenen contacte amb aquests animals o mengen determinats productes de la cuina asiàtica que contenen la seva carn.
Campylobacter està present àmpliament en la naturalesa. El reservori principal és el tub digestiu dels animals d'abastament i dels domèstics, si bé es troba amb freqüència al tracte de mamífers i aus salvatges. Els animals no solen presentar la malaltia. Catorze espècies diferents de campilobacteris s'han observat a la femta de gossos de companyia sans i diarreics. L'espècie C. jejuni s'associa principalment a l'aviram, encara que gats i gossos poden ser també eventuals reservoris seus. C. coli es troba sobretot en el bestiar porcí. Campylobacter lari, una de les espècies termofíliques del gènere detectada predominantment a l'intestí d'aus marines (gavines i corbs, per exemple), ha estat l'origen d'infeccions postoperatòries en malalts immunocompetents, alguna d'elles fatal. C. insulaenigrae, espècie descoberta al budell de mamífers marins, té soques amb un fenotip particular que provoca enteritis i sèpsia en humans. Actualment ja s'han seqüenciat els genomes de moltes espècies de campilobacteris. L'ús de les tècniques de seqüenciació total del genoma ha facilitat el descobriment de nous bacteris pertanyents al gènere i la seva identificació correcta en diferents tipus de malalties, d'una forma inassolible fins fa pocs anys. Els estudis genòmics en mostres d'aus de granja han possibilitat la diferenciació de 30 variants resistents als antibiòtics entre aquest grup de bacteris. C. hyointestinalis subsp. hyointestinalis s'aïlla sovint en bòvids i cérvols, mentre que C. hyointestinalis subsp. lawsonii predomina entre el bestiar porcí.
Es considera provat que diverses espècies de rats penats, pertanyents a ecosistemes diferents, són portadores de -com a mínim- tres tipus dels esmentats bacteris i també potencials transmissores de la campilobacteriosi a través de les seves dejeccions.

## Trets microbiològics
Els bacteris del gènere Campylobacter tenen forma d'espiral, són microaeròfils (no toleren la deshidratació i creixen millor en concentracions baixes d'oxigen) i termotolerants, amb un creixement òptim a una temperatura de 41,5 °C, un pH entre 6,5-7,5, una activitat aquosa (aw) de 0,997 i una concentració de sal de 0,5% en condicions de microaerobiosi. El seu creixement s'inhibeix quan les temperatures són inferiors a 30 °C i superiors a 45 °C, el pH és inferior a 4,9 i superior a 9, l'aw és inferior a 0,987, la concentració de sal és superior a 2% o en absència d'oxigen. No totes les espècies tenen la mateixa capacitat de resistència a les condicions ambientals, sobretot davant els canvis de temperatura.

## Efectes sobre la salut humana
Campylobacter spp. es poden transmetre a l'home a través del contacte directe amb els animals o les canals infectades o indirectament a través dels aliments i de l'aigua contaminats. Nedar en aigües dolces que contenen aquests bacteris a la seva capa més superficial és també una de les formes d'adquirir una campilobacteriosi.
La infecció amb alguna espècie de campilobacteris és una de les causes més habituals de gastroenteritis i enterocolitis bacteriana en humans. Es desconeix el motiu que provoca que la seva morbiditat sigui superior a la d'altres gastroenteritis bacterianes. En els 2-5 dies posteriors a la infecció els individus desenvolupen diarrea, dolor abdominal i febre i, en general, la malaltia pot durar uns 7-10 dies. La diarrea pot ser sanguinolenta i anar acompanyada de nàusees i vòmits. La dosi infecciosa necessària per produir patogenicitat es baixa (menys de 1.000 microorganismes són capaços de produir una campilobacteriosi aguda). El tractament d'elecció inclou l'eritromicina i l'azitromicina, ja que les principals espècies patògenes han creat resistència contra el ciprofloxacin. La clindamicina o la doxiciclina poden ser una altra opció antibiòtica segons sigui l'espècie concreta causant de la campilobacteriosi. Moltes enteritis lleus per Campylobacter spp. només necessiten mantenir un adequat equilibri hidroelectrolìtic. L'antibioticoteràpia s'utilitza en malalts de risc (gestants, individus immunodeprimits) o en persones immunocompetents que presenten diarrea amb sang i/o empitjorament dels símptomes transcorreguda més d'una setmana des de l'inici de la malaltia. Si la infecció afecta el SNC, s'acostuma a emprar meropenem (un antibiòtic pertanyent a la classe dels carbapenems) ampicil·lina o cloramfenicol, ja que són compostos que travessen relativament millor la BHE. En persones amb sistemes immunològics alterats, els bacteris es poden disseminar pel torrent sanguini i donar lloc a bacterièmies o sèpsies que comprometren la vida de la persona. A vegades la infecció pot ser mortal (un 5%–10% dels pacients necessita ingrés hospitalari i 5/10000 moren) i alguns individus (menys d'1 cada 1.000 casos) desenvolupen la síndrome de Guillain-Barré (SGB), en la qual els nervis que uneixen la medul·la espinal i el cervell a la resta del cos queden danyats, a vegades de forma permanent. Determinats genotips capsulars de Campylobacter d'origen aviar s'associen en especial amb la gènesi de SGBs. Els campilobacteris capaços de desencadenar la SGB tenen a la seva superfície glicoconjugats similars als gangliòsids de les cèl·lules de Schwann i la mielina dels nervis (fenomen de mimetisme molecular), els quals són causa d'una reacció autoimmunitària. Si bé C. coli s'ha aïllat en malalts de SGB, no hi ha evidències que el vinculin amb aquesta malaltia, encara que algunes de les seves soques poden potencialment expressar l'esmentat fenomen de mimetisme. Ara per ara, no existeix cap criteri epidemiològic de causalitat que relacioni la infecció per campilobacteris, les vacunacions i el desenvolupament de la SGB.
Els malalts amb alguna forma d'hipogammaglobulinèmia són especialment propensos a patir campilobacteriosis sistèmiques amb bacterièmies recurrents. Requereixen un tractament empíric de llarga durada amb carbapenems i alguns pacients desenvolupen una progressiva disminució de la sensibilitat a aquests fàrmacs que implica un augment de la concentració inhibitòria mínima susceptible de convertir-se en una resistència franca.
C. coli és un dels gèrmens causants de bacterièmia espontània en malalts cirròtics.
Altres possibles seqüeles de les infeccions per campilobacteris són l'artritis reactiva o la síndrome de l'intestí irritable (SII). Es creu que un ~5% de les persones que sofreixen una infecció per aquests bacteris és relacionable amb manifestacions reumàtiques cròniques posteriors. Cal tenir en compte que moltes enteritis aparentment banals no tenen un registre microbiològic de l'agent causal.
Els campilobacteris poques vegades provoquen endocarditis. L'espècie Campylobacter fetus, però, s'ha registrat de forma creixent com a causa d'endocarditis infeccioses en el decurs dels darrers anys. Encara que en algun cas el bacteri ha estat identificat en vàlvules natives, es veu predominantment en endocarditis de vàlvules protèsiques. C. fetus té un cert tropisme vascular i, de forma inusual, és la causa d'aneurismes micòtics. També ha estat l'origen de meningitis en persones immunocompromeses que tenien contacte quotidià amb animals domèstics o de granja, encara que algun cas s'ha degut al consum de fetge d'ovella o de bou cru. Han estat descrits aneurismes ilíacs bilaterals i elements protèsics articulars infectats per la subespècie Campylobacter fetus fetus.
Tradicionalment, des que fou aïllat per primera vegada l'any 1981, Campylobacter concisus s'ha associat amb la cavitat oral humana i lesions periodontals com la gingivitis i la periodontitis; a hores d'ara, però, es qüestiona el seu paper com a patogen oral stricto sensu. En canvi, nombrosos treballs publicats des del final de la dècada de 2000 demostren que C. concisus és l'agent causal de processos intestinals aguts, ja que ha estat l'únic patogen detectat en mostres fecals de malalts diarreics. Alguns estudis suggereixen que la infecció per aquest campilobacteri és un factor que predisposa el desenvolupament de reflux gastroesofàgic i esòfag de Barrett. A més, determinades soques de C. concisus també s'han relacionat amb diverses malalties inflamatòries intestinals cròniques i s'ha observat una prevalença del bacteri significativament major en nens diagnosticats de malaltia de Crohn i adults amb colitis ulcerosa comparada amb la de grups de control. La resposta de les cèl·lules epitelials intestinals a la infecció depèn del patovar del bacteri.
Campylobacter curvus ha estat aïllat en cultius de persones amb abscessos hepàtics i també s'ha identificat com a causa d'empiemes toràcics. L'any 2010 fou detectada una nova espècie de campilobacteri, Campylobacter volucris, al recte de gavines de cap negre (Larus ridibundus) de Suècia; la qual té la capacitat d'infectar a individus vulnerables.
El 2008 la campilobacteriosi va ser la zoonosi més comuna a Europa, amb 190.566 casos notificats (un 5% menys que en 2007). Tot i això, aquesta xifra pot representar entre un 1 a un 10% dels casos clínics reals, ja que la majoria d'ells són esporàdics i no en brots alimentaris. A l'Estat espanyol es registraren 6.334 campilobacteriosis humanes durant el 2010, de les quals el 83,5% va ser causat per l'espècie pròpia de l'aviram. L'any 2014 es van notificar 236.851 casos en els països de l'UE. Entre el 20% i el 30% dels casos de campilobacteriosi a la Unió Europea són atribuïbles a la carn de pollastre.
La resistència als antibiòtics dels campilobacteris ha augmentat en el decurs de les darreres dècades, especialment davant les fluoroquinolones, un fenomen que s'ha atribuït a la generalització de l'antibioticoteràpia preventiva en moltes grans granges d'aviram. En el cas del bestiar boví s'ha apreciat un efecte similar, encara que l'aparició de resistències varia molt en funció del tipus d'agent antimicrobià utilitzat i de l'espècie concreta de campilobacteri present en els animals.
Per això, a hores d'ara es desenvolupen nous tractaments alternatius amb bacteriòfags, probiòtics o bacteriocines anti-Campylobacter que redueixin la incidència de la campilobacteriosi en humans i/o la colonització dels bacteris en els hostes animals.
Fins fa uns anys es pensava que els inhibidors de la bomba de protons eren fàrmacs que facilitaven o empitjoraven les gastroenteritis campilobacterianes de forma significativa. Ara per ara, es considera que aquest tipus de medicació disminueix la patogenicitat (el nivell de dany que el microorganisme provoca en l'hoste) dels bacteris i millora l'eficàcia dels antibiòtics convencionals. Existeix, però, un risc cert d'efectes adversos iatrogènics en gastroenteritis sofertes per ancians sota tractament antiàcid de llarga durada, ja que la secreció gàstrica i la resposta immunitària d'aquestes persones estan intrínsecament alterades i poden requerir hospitalització.
Els campilobacteris són uns dels agents causals de la diarrea del viatger i, en el nostre medi, es detecten sobretot entre les persones amb aquest trastorn que tornen del Sud-est asiàtic. La virulència i la multiresistència antibiòtica de les soques de dita zona geogràfica és considerable i es recomana el tractament del quadre diarreic amb azitromicina. La possibilitat de transmissió secundària de soques exòtiques a partir dels viatgers afectats es considera baixa i limitada a la via persona-persona en casos puntuals dins de l'àmbit domèstic.

## Campilobacter en aliments
Diversos estudis de modelització microbiològica assenyalen que les mateixes varietats aïllades en el 50-80% de les campilobacteriosis humanes es van trobar en les granges de pollastres. El consum d'aquesta carn poc cuinada és el principal factor identificat en els brots, però en l'àmbit domèstic també destaca la transmissió per altres aliments a causa d'una contaminació encreuada.
El 2008 l'Autoritat Europea de Seguretat Alimentària (EFSA) va dur a terme un estudi en escorxadors sobre la prevalença d'aquest patogen en els pollastres de tot Europa. De mitjana, es va trobar Campylobacter ssp. en el 71% dels budells dels pollastres i en el 76% de les canals, cosa que indica que s'hi produeix una contaminació durant la preparació de la canal. La prevalença varia enormement d'un estat a l'altre, d'un 2% a un 100% de prevalença en pollastre i d'un 5% a un 100% en canal. En dos terços de les mostres de budell i de canals es va aïllar Campylobacter jejuni i en un terç Campylobacter coli. A penes s'hi van aïllar altres espècies.
Les quantitats que es van trobar a les canals van variar molt d'un país a l'altre. En general, com més prevalença, més quantitat. De mitjana, gairebé la meitat de les canals contenien menys de 10 UFC/g; un 12% de les canals entre 10 y 99 UFC/g; un 19% entre 100 i 999 UFC/g; un 16% entre 1.000 i 10.000 UFC/g y un 6% contenien concentracions superiors a 10.000. S'ha de tenir en compte que una dosi infectiva petita és capaç de causar la malaltia.
Pel que fa als productes importats, a inicis de 2018 la Unió Europea segueix la normativa UNE-EN ISO 10272-1:2017 per la detecció de campilobacteris en aliments.
La reducció de la càrrega total de campilobacteris en un 3-log10 als budells dels pollastres criats per produir carn (disminuir 1000 vegades el nombre de bacteris presents) faria caure el risc per a la salut pública un 90%, com a mínim. Si la reducció fos de 1-log10 (10 vegades menys), els casos de campilobacteriosi baixarien entre un 48 i un 83%. Amb aquest propòsit, es dissenyen noves mesures de control centrades en les primeres etapes de la producció. Una d'elles es desenvolupar una vacuna efectiva emprant mètodes de vacunologia inversa (basats en l'anàlisi de las seqüències del genoma bacterià utilitzant eines bioinformàtiques per identificar els antígens més adequats). Fins ara, no existeix en el mercat cap vacuna aprovada, però el descobriment de nous antígens i les proves in silico efectuades en diferents laboratoris amb bons resultats representen un notable avenç en aquest camp. S'ha posat de manifest la diversitat genètica i les relacions clonals de les soques termotolerants de Campylobacter spp. aïllades a diferents punts de la cadena de criança i distribució de pollastres.
L'administració d'una suspensió combinada de bacteriòfags a pollastres de la varietat broiler aconsegueix una significativa reducció del nombre de campilobacteris i el efecte bactericida es manté durant més de 7 dies, fet que faria possible utilitzar-la de forma efectiva en cadascuna de les fases del procés de producció. Una altra estratègia és crear additius amb propietats antimicrobianes, que siguin segurs i estables i que no alterin la qualitat de la carn, per afegir-los al menjar dels animals. Una de les substàncies considerada potencialment útil és l'àcid làuric. Extrapolar les dades obtingudes en aus de granges experimentals obertes sotmeses a experiments amb diferents mescles d'additius a un model d'estabulació industrial és un assumpte complicat. Ara bé, trobar productes adients entre els ja disponibles seria una ràpida solució. En aquesta línia, els assajos realitzats indiquen que una combinació aquosa de minerals argilosos amb capacitat de bescanvi catiònic i de compostos orgànics àcids aconsegueix una reducció bacteriana significativa, de 0,82 log10 ± 0,25.
Els dípters, sobretot a l'estiu, són un dels factors que afavoreixen la colonització de les granges d'aviram pels campilobacteris. A Dinamarca, l'ús de pantalles mosquiteres per protegir les zones de criança dels pollastres va disminuir significativament la presència d'aquests bacteris en ells.
Altres fonts alimentàries són la llet crua i els productes lactis a base de llet sense bullir, vísceres i carn de porc i de vedell. En general, els aliments greixosos faciliten la proliferació dels campilobacteris.
Menjar pollastre cru portador de campilobacteris s'ha relacionat amb el desenvolupament de poliradiculoneuritis en gossos. En gats, C.coli pot ser l'agent desencadenant d'una malaltia inflamatòria intestinal neutrofílica.

## Prevenció a la cuina
Com a mesura de prevenció es recomana seguir les quatre normes d'higiene per garantir la seguretat dels aliments que es preparen en les cuines domèstiques o de restauració: 
1. Netejar mans, estris i superfícies sovint, sobretot després de tocar la carn crua. Diversos brots de campilobacteriosi s'han produït per manipular hortalisses sobre superfícies que havien estat en contacte amb pollastre cru.[88]
2. Separar sempre els aliments crus dels cuinats, tant en la cuina com a la nevera.
3. Coure suficientment la carn, especialment la de pollastre.
4. Refredar tan bon punt sigui possible els aliments, fins i tot els preparats.